# Hôtel d'Albertas
Pour les articles homonymes, voir D'Albertas.
L'hôtel d'Albertas est un hôtel particulier situé au no 10 de la rue Espariat, à Aix-en-Provence (France).

## Historique
L'hôtel fut construit dans la première moitié du XVIIe siècle pour la famille de Séguiran, dans le style Louis XIII, portant à l'origine le nom d'hôtel de Séguiran.
C'est son futur propriétaire et beau-fils des de Séguiran, le marquis Henri Reynaud d'Albertas, premier président à la cour des comptes, qui fit rénover la façade en 1724. C'est à l'architecte aixois Laurent Vallon que le marquis confie la tâche de rénover l'apparence de l'hôtel. 
En 1745, son fils Jean-Baptiste, déplorant que l'hôtel fut encaissé dans une rue étroite, fit l'acquisition des maisons faisant face à sa demeure pour les faire raser et y construire une place semi-elliptique, inspirée des places et logements royaux Parisiens, notamment place Vendôme.
En 1763, les aléas du voyage amènent le célèbre Casanova à Aix, où il réside dans l'hôtel d'Albertas. Un jour, voyageant entre Marseille et Aix, le timon de sa voiture se rompit et il dut faire une halte au pavillon de chasse du président du Parlement, monsieur d'Albertas. 
L'historien D.J.E.Chol rapporte une anecdote à propos de cette halte; comme Casanova voyageait avec sa maîtresse vénitienne, Marcoline, la comtesse Marie-Anne (de la branche cadette de la famille d'Albertas) sembla se lier fortement d'amitié avec la jeune vénitienne pendant la soirée. Elles restèrent même ensemble après que les convives se soient retirés après souper. 
Ainsi délaissé par sa maitresse, Casanova se leva le lendemain d'une humeur chagrine seulement pour voir Marcoline sortir de la chambre de la jeune comtesse. Il lui pria de lui raconter sa nuit, elle lui dit: "Nous avons fait toutes les folies que tu sais que les femmes qui s'aiment font quand elles couchent ensemble... elle est jeune... je l'ai vue tout entière ce matin et nous nous sommes baisées partout. Quand dans le transport du rire je l'ai embrassée comme tu as vu, elle mit sa langue entre mes lèvres... tu sens que je devais la traiter de même. Après souper, quand je me suis mise sur son lit, je l'ai adroitement chatouillée là où tu sais, elle m'en fit autant... je l'ai rendue heureuse".
Le marquis d'Albertas fut assassiné le 14 juillet 1790 dans son château de Gémenos où il commémorait la révolution par un petit homme bossu nommé Anicet Martel qui a été exécuté à Aix. Son fils Jean-Baptiste Suzanne dut s'exiler à Lyon en 1794, sa femme et sa mère ayant été emprisonnées à Aix. Il retrouva ses titres, son hôtel et sa famille en 1814, sous Louis XVIII et fut promu préfet des Bouches-du-Rhône.
Mais la restauration royaliste ayant été de courte durée, les d'Albertas cessent toute activité officielle en 1830 et en sont réduits à louer une partie de leur hôtel pour subvenir aux frais de son entretien.
C'est dans un appartement de l'hôtel qu'est morte, le 16 janvier 1907, la comtesse de Bonfils de Lapeyrouse, née Napoléone de Montholon-Sémonville. Elle était née à Sainte-Hélène et avait eu pour parrain Napoléon et pour marraine la maréchale Bertrand.
L'hôtel est maintenant une résidence privée, fermée au public.

## Protection
L'hôtel bénéficie des protections au titre des monuments historiques suivantes : classements en 1926 (façades et toitures) et 1991 (porche, cour d'honneur, escalier, façades, aile occidentale) ; inscription en 1991 (reste des éléments de l'hôtel).